# Klettenberg (Hohenstein)
Klettenberg is een  dorp in de Duitse gemeente Hohenstein in de Landkreis Nordhausen in Thüringen. Het gemeentebestuur is gevestigd in Klettenberg. 

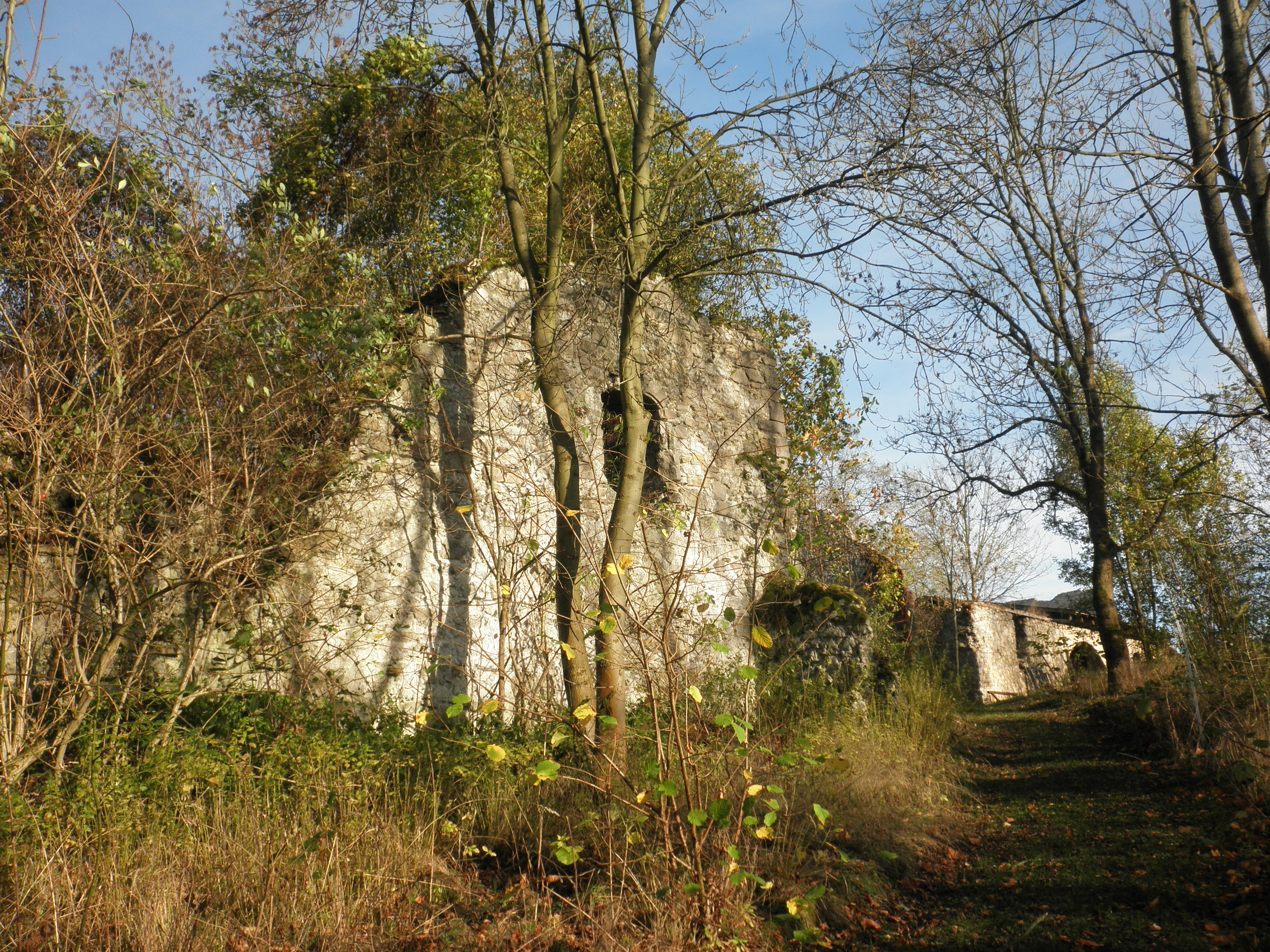
Ruïne van de burcht

Het dorp wordt voor het eerst in 1187 genoemd in een oorkonde. Bij het dorp stond een burcht uit de 11e eeuw waarvan enkel nog een ruïne resteert. De dorpskerk, uit 1647, werd oorspronkelijk gebouwd als slotkapel. Klettenberg was tot 1996 een zelfstandige gemeente.